# Loi sur le papisme
La loi visant à empêcher la croissance future du papisme, communément appelée loi sur le papisme ou loi Gavelkind est une loi du Parlement d'Irlande, adoptée en 1703 et modifiée en 1709. Elle fut prononcée contre les catholiques.
Cette loi promulguait notamment une subdivision des fermes et domaines agricoles irlandais lors d'un héritage, ce qui impliqua une plus grande vulnérabilité des exploitants et qui fut plus tard une des causes de la Grande famine irlandaise.
La loi établit une règle d'héritage différente pour les catholiques et les protestants. La loi irlandaise traditionnelle utilisait le Gavelkind comme règle d'héritage dans laquelle une succession serait divisée également entre les fils d'un homme décédé. En revanche, l'Angleterre en était venue à utiliser la primogéniture masculine comme principe d'héritage: le fils aîné recevant l'intégralité de la succession. La « loi Gavelkind » obligeait donc l'application de la loi traditionnelle irlandaise aux « catholiques romains » et la loi anglaise sur les protestants.
Ainsi, si un fils aîné d'une famille catholique se convertissait à la foi protestante, il n'aurait plus à partager la propriété de son père avec ses frères et sœurs mais pourrait tout garder pour lui (par primogéniture). Ainsi, la loi eut pour effet de réduire la taille et d'affaiblir l'influence des domaines fonciers catholiques, ce qui était le but inavoué de cette loi.
En conséquence, les propriétés foncières catholiques passèrent de 25 % des terres en 1688, à 14 % en 1704 et 5 % en 1776.
Sir Toby Butler, l'ancien solliciteur général d'Irlande, catholique, prononça un discours célèbre à la barre de la Chambre des communes irlandaise, dénonçant cette loi comme étant «contre les lois de Dieu et des hommes... contre les règles de la raison et de la Justice». D'autres éminents avocats catholiques comme Stephen Rice dénoncèrent également la mesure en vain.
La section XVII exigeait que toute personne exerçant une fonction civile ou militaire souscrive à une déclaration de transsubstantiation, prête un serment d'abjuration et reçoive le sacrement de la Cène selon l'usage de l'Église d'Irlande dans les trois mois. En plus d'exclure les catholiques des fonctions principales, la mouture finale excluait aussi les protestants non-conformistes, notamment les presbytériens, et beaucoup durent se retirer des corporations municipales et d'autres postes administratifs. Par exemple, à Londonderry, dix échevins et dix bourgeois démissionnèrent.

## Voir également
- Anticatholicisme
- Gavelkind
- Papisme
- Loi sur le pape 1698
- Conquête cromwellienne de l'Irlande